# Agrotis uniformis
Agrotis uniformis là một loài bướm đêm trong họ Noctuidae.